# アルマウェル・ハンセン
ゲルハール・ヘンリック・アルマウェル・ハンセン（Gerhard Henrick Armauer Hansen、1841年7月29日 - 1912年2月12日）は、らい菌の発見で知られるノルウェーの医者。ハンセン病（旧称：癩病）は彼の名に因む。

## 経歴
ベルゲンで生まれ、王立フレデリーク大学（現在のオスロ大学）で医学を学び、1866年学位を取得した。研修医として短期間クリスチャニア（現オスロ）の国立病院で勤めた後、ロフォーテンの医者となった。そしてハンセン病の研究のためベルゲンへ戻り、有名な専門家であったダニエル・コルネリウス・ダニエルセンと共に研究を進めた。
当時ハンセン病は家族性かまたはミアスマ（瘴気）によるものであると広く考えられていた。研究を進めるうちにハンセンはこの病気の原因は細菌によるものではないかと考えるようになった。1870年から翌年にかけて仮説を証明するための技術をつけにボンとウィーンに旅行した。1873年、全ての患者かららい菌を発見したことを発表したが、これらが細菌であると主張しなかったためほとんど支持を受けなかった。
1879年彼はアルバート・ナイサーに組織標本を与えた。ナイサーは菌を染色することに成功し、1880年病原性生物を発見したと発表した。発見者のハンセンと同定者のナイサーの間には対立もあった。ナイサーは努力をする中でハンセンの援助を軽視していた。ハンセンの主張は人工培地内での純粋培養と棒状の生物が感染したということの証明の失敗によって不完全なものであった。その上ハンセンは少なくとも1人の女性患者を感染させようとしていた。これにより裁判沙汰となり、彼は病院での地位を失った。
それでもなお、ハンセンはノルウェーのハンセン病のための軍医官のままであった。彼の努力によって1877年には1800件が報告されていた発病件数が1901年には575件に減少した。1909年にベルゲンで開かれた国際ハンセン病会議で彼の優れた仕事が認められた。
ハンセンは1860年代から梅毒を患っていたが、心臓病によって死去した。
ベルゲンでは医学博物館がハンセンを指名し、この博物館はしばしばハンセン病博物館と呼ばれる。ベルゲン大学もまた彼のために研究施設Armauer Hansen Buildingをベルゲンのハウケランド（Haukeland）大学病院内に開いた。